# Loimersdorf (Gemeinde Engelhartstetten)
Loimersdorf ist eine Ortschaft und eine Katastralgemeinde der Gemeinde Engelhartstetten im Bezirk Gänserndorf in Niederösterreich mit 518 Einwohnern (Stand: 1. Jänner 2024).

## Geografie
Das Dorf befindet sich westlich von Engelhartstetten an der Donau Straße, die hier von der Landesstraße L4 gekreuzt wird. Die mittlerweile abgebaute Lokalbahn Siebenbrunn–Engelhartstetten führte südlich am Ortskern vorüber, wo es auch einen Bahnhof gab. Loimersdorf ist die zweitgrößte Ortschaft der Marktgemeinde.

## Geschichte
Der Ort westlich von Engelhartstetten wurde durch deutsche Franken besiedelt und 1083 in einem Stiftsbrief des Stiftes Göttweig erstmals als Liubmannesdorf erwähnt, aus dem Einkünfte bezogen werden. Ab dem 12. Jahrhundert sind die Herren von Eckartsau dokumentiert und Jörg von Eckartsau wurde 1456 mit der Veste in Stopfenreuth und dem Dorf „Leupmannstorff“ belehnt.
Gegen Ende des 16. Jahrhunderts wurden Kroaten angesiedelt, nachdem durch kriegerische Einfälle der Ungarn und der Osmanen die ansässige Bevölkerung dezimiert wurde und Loimersdorf und Stopfenreuth gelangten an die Herrschaft Hof an der March. Prinz Eugen erwarb 1725 die Herrschaft Hof an der March und führte auch in Loimersdorf mehrere Vorhaben durch, darunter den Ausbau der Kirche. Die Errichtung einer Pfarre wurde aber erst 1850 durchgeführt.
Zahlreiche Höchwässer suchten den Ort heim. besonders unter der Flut vom Frühjahr 1830 litt der Ort stark; aber auch durch Brände wurden Teile des Ortes vernichtet.  Im August des Jahres 1877 brannte es zunächst im Oberort, nach einigen Tagen im Unterort, womit insgesamt 69 Häuser in Flammen aufgingen. Verschont blieben nur die Kirche und die Schule, die beide mit Ziegeln eingedeckt waren.
Mit der Errichtung der Lokalbahn wurde auch in eine Übernahmestation für Zuckerrüben errichtet und nach dem Ersten Weltkrieg wurde ein Grabensystem zur Entwässerung und zur Verhinderung von Hochwasserschäden angelegt, wovon nicht nur die Landwirtschaft profitierte.

## Siedlungsentwicklung
Zum Jahreswechsel 1979/1980 befanden sich in der Katastralgemeinde Loimersdorf insgesamt 172 Bauflächen mit 103.406 m² und 187 Gärten auf 142.418 m², 1989/1990 gab es 186 Bauflächen. 1999/2000 war die Zahl der Bauflächen auf 719 angewachsen und 2009/2010 bestanden 295 Gebäude auf 743 Bauflächen.

## Bodennutzung
Die Katastralgemeinde ist landwirtschaftlich geprägt. 1.050 Hektar wurden zum Jahreswechsel 1979/1980 landwirtschaftlich genutzt und 11 Hektar waren forstwirtschaftlich geführte Waldflächen. 1999/2000 wurde auf 1.014 Hektar Landwirtschaft betrieben und 19 Hektar waren als forstwirtschaftlich genutzte Flächen ausgewiesen. Ende 2018 waren 996 Hektar als landwirtschaftliche Flächen genutzt und Forstwirtschaft wurde auf 21 Hektar betrieben. Die durchschnittliche Bodenklimazahl von Loimersdorf beträgt 54,1 (Stand 2010).

## Sehenswürdigkeiten
Die im Kern gotische Pfarrkirche Loimersdorf ist der heiligen Maria Magdalena geweiht und steht unter Denkmalschutz (Listeneintrag). Das Fresko im Chorgewölbe zeigt die „Auferstehung“ und stammt aus dem frühen 20. Jahrhundert.

## Persönlichkeiten
- Josef Fitzthum (1896–1945), Generalleutnant der Waffen-SS, Politiker und Beauftragter des Reichsführers SS für Albanien, wurde hier geboren